# Ramón Pellicer
Ramón Pellicer Colillas (4 de noviembre de 1960) es un periodista español.

## Biografía
Su carrera profesional ha estado fundamentalmente vinculada al mundo de la televisión. Presente en la pantalla de TV3, la cadena autonómica de Cataluña desde 1988. En septiembre de 1993 da el salto a Televisión española al ser fichado para hacerse cargo de la presentación, edición y codirección del Telediario, junto a Elena Sánchez, asumiendo dos años más tarde la dirección del informativo él solo.
Desde 1995 compagina el Telediario con el espacio de actualidad Testigo directo, también en TVE. A partir de septiembre de 1996, tras el nombramiento de Ernesto Sáenz de Buruaga como director de informativos de TVE, es relevado en sus funciones al frente de Telediario, si bien continuó con Testigo directo hasta 1997.
En 1998 regresa a TV3 para presentar el espacio Domini públic (1998), al que seguiría el magazine informativo Entre línies, que ha conducido entre 1998 y 2007.
En el año 2000 presentó L'Auditori en la emisora radiofónica RAC 1.
En TV3 ha presentado, también, el espacio Tr3s D y desde marzo de 2007 conduce y edita Telenotícies Vespre, el informativo más visto de Cataluña.
También es el fundador de la productora audiovisual Sticakí que produce (desde hace 10 años) el reconocido programa de reportajes "Entre Línies", al cual siempre ha estado vinculado. Durante los primeros 8 años como director y presentador y, ahora mismo, como productor ejecutivo.
Estuvo casado con la periodista y presentadora Julia Otero de 1987 a 1993. Desde 1998 está unido sentimentalmente con la también periodista Lali Colomé. Se casaron el 10 de septiembre de 2005 y actualmente son padres de dos niñas: Martina y Daniela. También es padre de un hijo, Adrià.